# 신사고 외교
새로운 정치적 사고(러시아어: Новое политическое мышление) 또는 간단히 새로운 사고(러시아어: Новое мышление), 또는 신사고 외교는 미하일 고르바초프가 페레스트로이카의 일환으로 소련에서 제시한 교리이다. 주요 요소는 국제 정치의 탈이념화, 계급투쟁 개념 포기, 어떤 계급의 이익보다 보편적 인간 이익의 우선, 세계의 상호 의존성 증가, 군사적 수단이 아닌 정치적 수단에 기반한 상호 안보였다. 이 교리는 이전의 소련 외교 정책 원칙에서 상당한 변화를 구성했다.

## 역사
1987년, 고르바초프는 책 페레스트로이카와 새로운 정치적 사고를 출판했다. 1988년 12월, 그는 유엔 연설에서 이 새로운 사고 교리를 발표했다. "새로운 사고" 개념은 냉전의 값비싼 경쟁을 끝내고 페레스트로이카의 내부 경제 개혁을 계속하기 위한 소련의 시도에 필수적이었다.
이를 위한 주목할 만한 시도에는 중거리 핵전력 조약, 소련군의 아프가니스탄 철수, 그리고 전 세계 공산주의 운동에 대한 소련의 지원 중단이 포함되었다. 고르바초프는 또한 브레즈네프 독트린을 시나트라 독트린으로 대체하여 동유럽에 대한 소련의 통제력을 완화했다.
1990년, 고르바초프는 "평화 과정에서 선도적인 역할"을 한 공로로 노벨 평화상을 수상했다. 이러한 발전의 전반적인 효과는 냉전의 종식, 바르샤바 조약 기구의 해체, 그리고 궁극적으로 소련의 붕괴였다.

## 내용주
1. ↑  고르바초프는 종종 단어에 부정확한 강세를 두는 것으로 알려져 있었다. 특기할 만한 특징으로, 고르바초프는 이 용어를 "но́вое полити́ческое мы́шление"으로 발음했는데, 일반적인 러시아어 강세는 мыш'ле́'ние이다(추측과 달리, 고르바초프의 강세 버전도 사전에 있었지만 덜 흔하게 사용되었다).[1]